# Такая разная Тара
«Такая разная Тара», или «Соединённые Штаты Тары» (англ. United States of Tara) — американский комедийно-драматический сериал, созданный Диабло Коди, и транслировавшийся на канале Showtime с 18 января 2009 по 20 июня 2011 года.
Исполнительница главной роли Тони Коллетт за свою работу была удостоена премий «Эмми» и «Золотой глобус».

## Сюжет
Жительница Канзаса-Сити, Тара Грегсон, страдает диссоциативным расстройством идентичности. В стрессовых ситуациях контроль над её жизнью захватывают альтер-личности — бунтарка Ти, образцовая домохозяйка Элис или грубоватый ветеран Вьетнама Бак. Справляться с возникающими проблемами Таре помогает её семья — любящий муж Макс, дочь Кейт, сын Маршалл и младшая сестра Шармейн.

## Эпизоды
| Сезон | Сезон | Эпизоды | Оригинальная дата показа | Оригинальная дата показа |
| Сезон | Сезон | Эпизоды | Премьера сезона          | Финал сезона             |
| ----- | ----- | ------- | ------------------------ | ------------------------ |
|       | 1     | 12      | 18 января 2009           | 5 апреля 2009            |
|       | 2     | 12      | 22 марта 2010            | 7 июня 2010              |
|       | 3     | 12      | 28 марта 2011            | 20 июня 2011             |

## Актёрский состав и персонажи

### Главные герои
- Тара Грегсон (Тони Коллетт, 1-3 сезон, 36 серий) — главная героиня сериала. Художница. Страдает диссоциативным расстройством личности. Пытается понять, какие события её жизни могли повлиять на развитие этого заболевания. Замужем за Максом, мать Кейт и Маршалла.

Альтер-личности Тары:
- Элис — образцовая домохозяйка в стиле 50-х. Властная, консервативная, набожная католичка.
Бак — участник вьетнамской войны. Пьяница, курильщик, бабник.
Ти — шестнадцатилетняя девочка-подросток. Кокетливая, эгоистичная, озабоченная сексом и развлечениями.
Гимми — дикий зверёк. Агрессивный, шумный, склонный к неконтролируемому деструктивному поведению. Впервые появляется в середине первого сезона.
Шошанна Шонбаум — психотерапевт-феминистка с нью-йоркским акцентом. Появляется во втором сезоне, после прочтения Тарой книги по психологии, написанной реальной Шошанной.
Птенчик — пятилетняя девочка, отражение детских переживаний Тары. Появляется в конце второго сезона.
Брайс Крейн — четырнадцатилетний подросток-социопат. Личность, основанная на сводном брате Тары, домогавшемся её в детстве. Появляется в 3 сезоне и пытается уничтожить другие альтер-личности.
- Макс Грегсон (Джон Корбетт, 1-3 сезон, 36 серий) — муж Тары, отец Кейт и Маршалла. Ландшафтный дизайнер. Первоначально владеет собственным бизнесом, но в 3 сезоне продаёт фирму крупной компании и переходит туда на работу.
- Кейт Грегсон (Бри Ларсон, 1-3 сезон, 36 серий) — дочь Тары и Макса. Мечтает вырваться из родного города и вести самостоятельную жизнь. В 1 сезоне устраивается на работу в местный ресторан, где заводит роман со своим менеджером, которого затем пытается обвинить в сексуальных домогательствах. Окончив школу, во втором сезоне работает в коллекторском агентстве и снимает интернет-ролики, в которых изображает супергероиню Принцессу Валхаллу Хоуквинд. Некоторое время встречается с Заком, с которым познакомилась в видеочате. В 3 сезоне планирует уехать в Японию в качестве учителя английского языка, но в итоге становится стюардессой.
- Маршалл Грегсон (Кейр Гилкрист, 1-3 сезон, 36 серий) — сын Тары и Макса, младший брат Кейт. Увлекается классическим кинематографом и мечтает стать режиссёром. В первом сезоне влюбляется в Джейсона, с которым учится в одной школе. В начале 2 сезона испытывает сомнения относительно сексуальной ориентации и встречается с Кортни, но после секса с ней, окончательно убеждается в своей гомосексуальности. Начинает встречаться со своим другом Лайонелом, но в 3 сезоне отдаёт предпочтение новому однокласснику Ноа.
- Шармейн Крейн (Розмари Деуитт, 1-3 сезон, 36 серий) — младшая сестра Тары. Раздражена тем, что Тара постоянно находится в центре внимания и обвиняет её в симуляции расстройства. Во 2 сезоне собирается замуж за Ника, но он бросает её у алтаря. В 3 сезоне развивает серьёзные отношения с Нилом, от которого рожает девочку.

### Второстепенные персонажи
- Нил Ковальски (Паттон Освальт, 1-3 сезон, 21 серия) — лучший друг Макса, работающий вместе с ним. Отец ребёнка Шармейн.
- Лайонел Трэйн (Майкл Дж. Уиллетт, 2-3 сезон, 16 серий) — друг, затем бойфренд Маршалла. Организатор школьной ЛГБТ-группы. Вскоре после расставания с Маршаллом в 3 сезоне, гибнет в автокатастрофе.
- Тед Мэйо (Майкл Хичкок, 2-3 сезон, 13 серий) — сосед Грегсонов. Первоначально живёт со своим партнёром Хэни, но вскоре они расстаются. Даёт почитать Таре книгу своего бывшего психолога Шошанны Шонбаум, после чего у неё появляется соответствующая альтер-личность.
- Джин Стюарт (Нэйтан Корддрай, 1 сезон, 10 серий) — менеджер в ресторане, где работает Кейт. Заводит с ней роман, после чего она пытается обвинить его в домогательствах.
- Ник Хёрли (Мэттью Дель Негро, 1-2 сезон, 9 серий) — бойфренд, затем жених Шармейн. Узнав, что она ждёт ребёнка от Нила, готов воспитывать его, но в итоге бросает невесту у алтаря.
- Джек Хаттарас (Эдди Иззард, 3 сезон, 8 серий) — преподаватель психологии в местном колледже. Скептически относится к диссоциативному расстройству, но помогает Таре разобраться в себе.
- Джейсон (Эндрю Лоуренс, 1 сезон, 8 серий) — сын местного пастора, возлюбленный Маршалла в первом сезоне. Испытывает сомнения относительно своей сексуальности. Их отношения заканчиваются, после того как Джейсон целуется с Ти.
- Лили Оушен (Валери Махаффей, 1 сезон, 7 серий) — психотерапевт Тары.
- Ноа Кейн (Аарон Кристиан Хоулс, 3 сезон, 7 серий) — одноклассник, затем бойфренд Маршалла.
- Эван (Кир О’Доннелл, 3 сезон, 7 серий) — возлюбленный Кейт в 3 сезоне, с которым она знакомится в самолёте. Разведённый отец-одиночка, воспитывающий восьмилетнего сына Монти.
- Кортни (Заша Мэмет, 2 сезон, 7 серий) — подруга Маршалла. Они встречаются некоторое время, пока Маршалл окончательно не осознаёт свою гомосексуальность.
- Линда Фрейзер (Виола Дэвис, 2 сезон, 6 серий) — художница, с которой знакомится Кейт, работая коллектором.
- Пэмми (Джой Лорен Адамс, 2 сезон, 6 серий) — работница бара, с которой некоторое время встречается Бак. Позже проводит ночь с Максом.
- Хэни (Сэмми Шейк, 2 сезон, 6 серий) — партнёр Тэда во втором сезоне. Египтянин по происхождению.
- Зак (Сет Гейбл, 2 сезон, 4 серии) — богатый бойфренд Кейт, с которым она знакомится через интернет. Республиканец, сторонник Рона Пола, противник однополых браков.
- Беверли Крейн (Памела Рид, 1-3 сезон, 4 серии) — мать Тары и Шармейн.
- Петула (Хейли Макфарланд, 1 сезон, 3 серии) — подруга Маршалла.
- Рори (Генри Монфри, 3 сезон, 3 серии) — одноклассник Маршалла.
- Бен Ламберт (Шайло Фернандес, 1 сезон, 3 серии) — бойфренд Кейт.
- Фрэнк Крейн (Фрэд Уорд, 1-2 сезон, 2 серии) — отец Тары и Шармейн.
- Сэнди Грегсон (Фрэнсис Конрой, 3 сезон, 2 серии) — мать Макса.

## Реакция

### Отзывы критиков
Сериал был встречен с положительными отзывами от критиков, в особенности отметивших актёрскую игру Тони Коллетт. По данным Metacritic, первый сезон имеет 63 балла из 100 возможных, что соответствует статусу «в целом положительные отзывы». Второй сезон имеет 79 с 10 рецензиями, а третий — 84 на основе 5 рецензий.

### Награды и номинации
| Год  | Ассоциация                     | Категория                                                        | Номинанты                                             | Результат |
| ---- | ------------------------------ | ---------------------------------------------------------------- | ----------------------------------------------------- | --------- |
| 2009 | Прайм-таймовая премия «Эмми»   | Лучшая женская роль в комедийном сериале                         | Тони Коллетт                                          | Победа    |
| 2009 | Прайм-таймовая премия «Эмми»   | Лучший кастинг в комедийном сериале                              | Эллисон Джонс, Ками Пэттон и Элизабет Барнс           | Номинация |
| 2009 | Прайм-таймовая премия «Эмми»   | Лучший дизайн вступительных титров                               | Джейми Калири, Дейв Финкел, Бретт Бэр и Алекс Джухасс | Победа    |
| 2009 | Прайм-таймовая премия «Эмми»   | Лучшая музыкальная тема для вступительных титров                 | Тим Делотер                                           | Номинация |
| 2010 | Премия «Золотой глобус»        | Лучшая женская роль в телевизионном сериале — комедия или мюзикл | Тони Коллетт                                          | Победа    |
| 2010 | Прайм-таймовая премия «Эмми»   | Лучшая женская роль в комедийном сериале                         | Тони Коллетт                                          | Номинация |
| 2010 | Прайм-таймовая премия «Эмми»   | Лучший кастинг в комедийном сериале                              | Ками Пэттон и Дженнифер Лэр                           | Номинация |
| 2010 | Премия Гильдии киноактёров США | Лучшая женская роль в комедийном сериале                         | Тони Коллетт                                          | Номинация |
| 2010 | GLAAD Media Awards             | Лучший комедийный сериал                                         | Лучший комедийный сериал                              | Номинация |
| 2011 | Премия «Золотой глобус»        | Лучшая женская роль в телевизионном сериале — комедия или мюзикл | Тони Коллетт                                          | Номинация |